# Kevin Mitchell
Kevin Mitchell (24 de octubre de 1961) fue un piloto de motociclismo británico, que compitió en el Campeonato del Mundo de Motociclismo. Lo hizo desde He competed in the Grand Prix world championships from 1987 hasta 1994. Su mejor posición fue en 1992, a bordo de una Yamaha del equipo Harris Performance Products de 500cc, cuando sumó 12 puntos que lo alzaron a la 27.º de la clasificación general. Ganó en dos ocasiones la North West 200 en 1984 y 1989.

## Estadísticas de carrera

### Campeonato del Mundo de Motociclismo

#### Carreras por año
Sistema de puntos desde 1969 a 1987:
| Posición | 1.º | 2.º | 3.º | 4.º | 5.º | 6.º | 7.º | 8.º | 9.º | 10.º |
| Puntos   | 15  | 12  | 10  | 8   | 6   | 5   | 4   | 3   | 2   | 1    |

Sistema de puntos desde 1988 a 1992:
| Posición | 1.º | 2.º | 3.º | 4.º | 5.º | 6.º | 7.º | 8.º | 9.º | 10.º | 11.º | 12.º | 13.º | 14.º | 15.º |
| Puntos   | 20  | 17  | 15  | 13  | 11  | 10  | 9   | 8   | 7   | 6    | 5    | 4    | 3    | 2    | 1    |

Sistema de puntos desde 1993:
| Posición | 1.º | 2.º | 3.º | 4.º | 5.º | 6.º | 7.º | 8.º | 9.º | 10.º | 11.º | 12.º | 13.º | 14.º | 15.º |
| Puntos   | 25  | 20  | 16  | 13  | 11  | 10  | 9   | 8   | 7   | 6    | 5    | 4    | 3    | 2    | 1    |

(Carreras en negrita indica pole position, carreras en cursiva indica vuelta rápida)
| Año  | Categ. | Moto          | 1       | 2       | 3       | 4       | 5       | 6       | 7       | 8       | 9       | 10      | 11      | 12      | 13      | 14      | 15    | Ptos. | Pos. |
| ---- | ------ | ------------- | ------- | ------- | ------- | ------- | ------- | ------- | ------- | ------- | ------- | ------- | ------- | ------- | ------- | ------- | ----- | ----- | ---- |
| 1985 | 250cc  | Yamaha        | RSA -   | ESP -   | GER -   | NAT -   | AUT -   | YUG -   | NED -   | BEL -   | FRA -   | GBR Ret | SWE -   | RSM -   |         |         |       | 0     | -    |
| 1987 | 250cc  | Yamaha        | JAP Ret | ESP -   | ALE DNQ | NAC DNQ | AUT DNQ | YUG 19  | NED Ret | FRA -   | GBR 19  | SUE 22  | CHE 26  | RSM DNQ | POR -   | BRA -   | ARG - | 0     | -    |
| 1988 | 250cc  | Yamaha        | JAP 24  | USA -   | ESP 19  | EXP Ret | NAC Ret | ALE 31  | AUT 24  | NED DNQ | BEL -   | YUG -   | FRA 22  | GBR Ret | SUE -   | CHE 32  | BRA - | 0     | -    |
| 1989 | 250cc  | Yamaha        | JAP 29  | AUS -   | USA -   | ESP 19  | NAC -   | ALE -   | AUT 26  | YUG 12  | NED DNQ | BEL -   | FRA 28  | GBR Ret | SUE -   | CHE -   | BRA - | 4     | 35.º |
| 1990 | 250cc  | Yamaha        | JAP 22  | USA -   | ESP Ret | NAC -   | ALE 19  | AUT 22  | YUG Ret | NED 19  | BEL 17  | FRA 20  | GBR Ret | SUE 14  | CHE Ret | HUN -   | AUS 9 | 2     | 42.º |
| 1991 | 250cc  | Yamaha        | JAP 29  | AUS 15  | USA Ret | ESP Ret | ITA -   | ALE 20  | AUT DNS | EUR -   | NED -   | FRA Ret | GBR 18  | RSM -   | CHE Ret | LMA -   | MAL - | 1     | 38.º |
| 1992 | 500cc  | Harris Yamaha | JAP DNQ | AUS 20  | MAL 11  | ESP 14  | ITA Ret | EUR 16  | ALE 16  | NED 10  | HUN Ret | FRA Ret | GBR Ret | BRA 16  | RSA Ret |         |       | 1     | 27.º |
| 1993 | 500cc  | Harris Yamaha | AUS Ret | MAL 24  | JAP 18  | ESP 17  | AUT Ret | ALE Ret | NED 19  | EUR Ret | RSM Ret | GBR Ret | CZE Ret | ITA Ret | USA Ret | FIM 12  |       | 3     | 35.º |
| 1994 | 500cc  | Harris Yamaha | AUS Ret | MAL Ret | JAP -   | ESP Ret | AUT 21  | ALE 16  | NED 17  | ITA Ret | FRA 16  | GBR 16  | CZE Ret | USA Ret | ARG Ret | EUR Ret |       | 0     | -    |